# エフエム山口
株式会社エフエム山口（エフエムやまぐち、FM-Yamaguchi co,.Ltd.）は、山口県を放送対象地域として超短波放送（FM放送）を行っている特定地上基幹放送事業者である。コールサインはJOUU-FM。略称はFMY（エフエムワイ）。

## 概要
1982年（昭和57年）10月27日に山口県にFM民放周波数の割り当てが行われた。これを受けて、1985年（昭和60年）12月1日に全国20番目のFM局、全国69番目のラジオ放送局として開局した、山口県唯一の県域民放FM局である。全国FM放送協議会 （JFN） 加盟局の一つで九州・山口のJFN系列8局で構成するFMQリーグにも参加している。放送開始当初からジャパンエフエムネットワーク （JFNC） 制作番組のネット比率が高い。2015年（平成27年）時点の資本金は4億9500万円であった（後述）が、2017年（平成29年）7月に大幅な減資を行っている。
山口県が大株主となっており、社長も山口県庁OBが務めてきたが、2015年（平成27年）6月に初の生え抜き社長として藤井正史が就任している。
現在のロゴタイプは2005年（平成17年）の開局20周年の際にリニューアルしたもので、上大岡トメがデザインしたキャラクター「緑山タイガ」もこの時誕生した。
完全子会社として、番組制作とイベント音響を手がける「(株)ZERO・db（ゼロ・ディービー）」（前身社名「サウンドオフィスFM」）がある。

当局含めたJFN系列38局はACジャパン（旧・公共広告機構）の正会員企業の一つである。

### 事業所
本社・演奏所
- 山口県山口市緑町3-31

東京支社
- 東京都千代田区麹町一丁目8番地 JFNセンター7階

### キャッチフレーズ
- ときめく夢 きらめく音 - 1985年の開局 - 2001年6月まで。90年代まではこのキャッチフレーズを用いたジングルもオンエアしていた。
- 面白すぎて 耳が点! - 1995年の10周年記念で制定。
- Heart Warm Radio - 2001年7月 - 2005年11月30日まで使用。様々な自社制作番組のジングルやJFN共通ジングルにおいて使用していた。
  - 2005年12月1日 - 2015年3月31日は未設定
- 届いてる!FMY - 2015年4月1日 - 2016年3月31日。開局30周年キャッチコピー。「色んな人のメッセージや思いを、これまでも、これからも届け続けて行く、リスナーのハートに一番近い、一番身近なメディアでありたい」という願いが込められている[9]。
  - 2016年4月1日 - 未設定

## 資本構成
企業・団体の名称、個人の肩書は当時のもの。出典は日本民間放送年鑑によった。

### 2015年3月31日
| 資本金      | 発行済株式総数 | 株主数 |
| ----------- | -------------- | ------ |
| 4億9500万円 | 9,900株        | 45     |

| 株主             | 株式数 | 比率   |
| ---------------- | ------ | ------ |
| 山口県           | 990株  | 10.00% |
| 朝日新聞社       | 854株  | 08.62% |
| テレビ山口       | 655株  | 06.61% |
| 山口放送         | 556株  | 05.61% |
| 読売新聞大阪本社 | 556株  | 05.61% |
| 中国新聞社       | 457株  | 04.61% |
| 広島東洋カープ   | 457株  | 04.61% |
| 宇部興産         | 408株  | 04.12% |
| トクヤマ         | 358株  | 03.61% |
| 関門港湾建設     | 358株  | 03.61% |

## 送信所・中継局
| 親局           | 周波数  | 空中線電力 | 備考             |
| -------------- | ------- | ---------- | ---------------- |
| 山口（大平山） | 79.2MHz | 1kW        | テレビ山口と共用 |
| 中継局         | 周波数  | 空中線電力 | 備考             |
| 下関           | 77.7MHz | 50W        |                  |
| 宇部           | 88.6MHz | 100W       |                  |
| 山口鴻ノ峯     | 82.1MHz | 10W        |                  |
| 岩国           | 82.1MHz | 10W        |                  |
| 柳井           | 77.9MHz | 100W       |                  |
| 萩             | 78.6MHz | 100W       |                  |
| 長門           | 89.4MHz | 20W        | [ 注 4 ]         |
| 美祢           | 81.5MHz | 100W       |                  |
| 豊浦           | 78.3MHz | 10W        |                  |
| 周防大島       | 84.5MHz | 10W        |                  |

インターネットによるサイマル放送は、ラジオクラウドで行っており、radikoには長らく未対応だったが、2018年（平成30年）4月2日からエリアフリーも含め参加している。さらに2018年6月26日からはV-Low帯マルチメディア放送・インターネットラジオサービス「i-dio」にて中国・四国地方でのサイマル放送・配信を開始したが2020年（令和2年）3月31日をもって終了した。またLISMO WAVEでも配信していたが、サービスの終了とともに配信を終えている。また、ドコデモFM、AuDee（旧：JFN PARK）ではサービス開始初期から参加していたが、こちらもサービス終了で配信を終えた。

## 所有スタジオ

### 本社スタジオ
本社社屋2階に以下のスタジオを所有している。
- 第1スタジオ - デジタル・オーディオ・ワークステーション (DAW) を備えた副調整室付きのスタジオ[18]。主に生放送番組用に使用される。宇部市に本社を置き、カーオーディオ専門店「SOUND PUREDIO」（サウンドピュアディオ）を展開する株式会社オーディオボックスがネーミングライツを取得し、2023年1月1日より通称が「FMY SOUND PURDIO STUDIO」（エフエムワイ・サウンドピュアディオ・スタジオ）となる[19]。
- 第2スタジオ - 副調整室と一体化した、いわゆる「ワンマンスタジオ（DJスタジオ）」[20]。パーソナリティ1名で進行するスタイルの番組（例:2017年3月までのPURE Morning[21]やウキウキ放送局）用に使用されるが、パーソナリティ2人にアシスタントを加えて放送した例もある（MEN'S FOUR ビリビリFriday→ビリフラMAX）。
- 第3スタジオ - FAXやパソコンを備え、主にニュース用に使用されるスタジオ[22]。
- 簡易スタジオ（第4スタジオ） - ナレーション収録や編集用のスタジオ。生放送非対応[23]。

### サテライトスタジオ

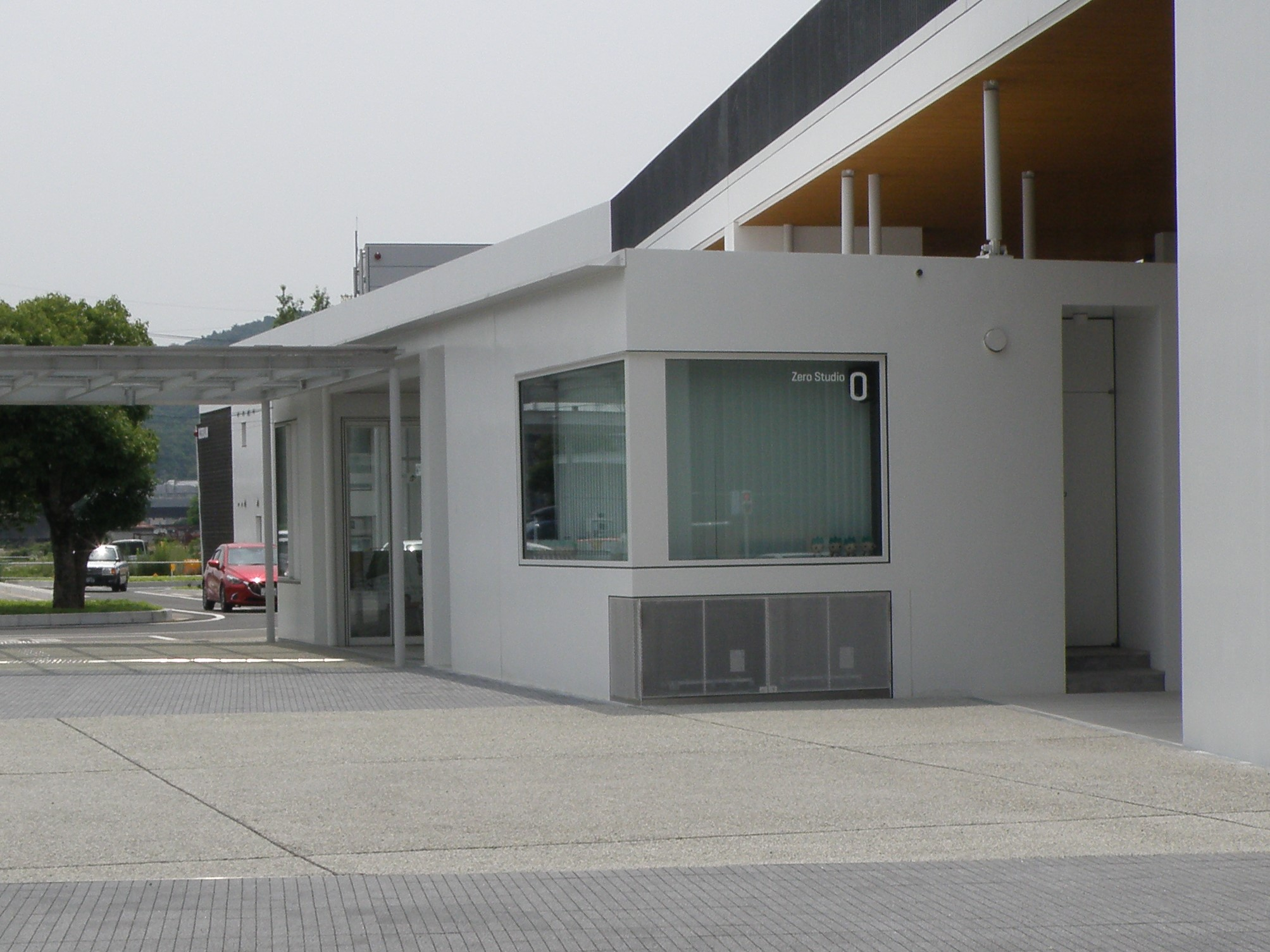
新山口駅北口のサテライトスタジオ「0スタジオ」

開局以来、本社以外のスタジオは所有していなかったが、2018年にJR新山口駅（山口市小郡）北口広場にサテライトスタジオを新設。山口市の「新山口駅ターミナルパーク整備事業」の一環で整備されたもので、整備事業のコンセプト「まちと駅をつなぐ0（ゼロ）番線」にちなみ、「0スタジオ」（ゼロスタジオ）と称する。駅前広場オープン当日の2018年3月22日の記念特番より運用を開始し、「COZINESS」と「Happy Happy FRIDAY」が本社スタジオから移動した。
新型コロナウイルス感染拡大防止の観点から2020年4月10日の『Happy Happy FRIDAY』以降、当スタジオからの放送を取りやめていたが、5月25日の『COZINESS』より公開放送を再開。ただし、スタジオ内での感染防止対策を徹底し、終了後の交流会の類は引き続き中止されている。
2021年8月30日 - 9月10日、山口県において「デルタ株感染拡大防止集中対策　強化・期間延長措置」が発表され、県や市町の施設の休館・休業措置がとられたことを鑑み、再び当スタジオからの公開生放送を中止。この期間は第1スタジオから生放送を行った。
2022年秋改編で『Happy Happy FRIDAY』が終了したが、後番組のうち『Someday』は引き続き当スタジオから放送している。

## 番組
5:00を起点とした24時間編成を行っている。基本的に毎週月曜 0:00 - 5:00を放送休止時間にあてており、多くの場合試験電波を流している。
全体の番組状況はタイムテーブルを、自社制作番組についてはプログラムをそれぞれ参照。

### 自社制作番組

#### 放送中の自社制作番組
2025年4月現在の主な自社製作番組。
2010年度以降、年末年始（おおむね12月29日 - 1月3日）は自社制作のワイド番組を休止し、JFNC制作のワイド番組や特別番組を代替で放送している。ただし曜日配列次第では休止せず、通常通り放送する場合もある。
- SPARKIN' MORNING（月曜 - 金曜 7:30 - 11:00）
- ひといき-Hitoiki-（月曜・水曜 11:30 - 12:45、火曜・木曜 11:30 - 12:55）
- COZINESS（月曜 - 木曜 15:00 - 18:55）
- 山口井筒屋 radio winery（木曜 18:55 - 19:00）
- madapana（金曜 11:30 - 11:55）[注 8]
- ビギナス（金曜 12:00 - 12:55）
- スポ天!やまぐち（金曜 13:30 - 14:55）
  - GO! GO! RENOFA（金曜 14:35 - 14:45）
- Someday（金曜 15:00 - 18:55）
- FM県民ダイアリー（月曜 - 金曜 18:10 - 18:15）[注 9]
- 大人ウォーク（金曜 20:00 - 20:30）
- LUNCHEON DRIVING（土曜 11:00 - 11:25）
- 枡田絵理奈のLFB RADIO ～LIFE 応援委員会～（土曜 12:00 - 12:30）
- 仕事と暮らしを面白くする 北村まあさと九内庸志のNEXT LIFE（土曜 18:30 - 18:55）
- FMY Homeroom Radio（土曜 19:00 - 19:55）
- YASUBE PRESENTS THE mouVment（日曜 18:30 - 19:00）

### 放送終了
自社制作番組
平日
- サンライズ・ウェイヴ（1987年10月 - 1999年9月）
- ウェザーファイル（1999年10月 - 2001年9月）
- Morning Breeze（1987年10月 - 2001年9月）
- Morning Kiss（2001年10月1日 - 2008年3月31日）
- Morning Street（2008年4月1日 - 2015年11月27日）
- JOYOUS!（2015年12月1日 - 2016年9月30日）
- PURE Morning（2015年12月1日 - 2022年9月30日）
- ランチタイムブレイクSkip×Skip×Skip（2004年4月1日 - 2008年3月31日、月曜-木曜午前中、2006年4月より金曜も放送）
- コットン・クラブ（平日午前中）
- グッデー・アフタヌーン（平日昼）
- Daytime Street（月曜-木曜午後）
- FM MUSIC SALAD（1985年12月1日 - 2001年9月28日）
- Heart Beat Basket（2001年10月1日 - 2003年3月31日）
- SUNSET-STUDIO FMY EVENING TERMINAL→paradise radio→Evening Street（平日夕方）
- ※S@DE Communication さでこみ → paradise radio （月曜-木曜夜）
- FMY DayColors（2022年10月3日 - 2025年3月31日、月曜 - 金曜 7:30 - 11:00）

金曜日
- デリシャス・フライデー Morning Kiss → Morning Kiss Friday Edition Okky's Super Radio Show → Morning Kiss Friday Edition（金曜日朝）
- 金曜日はFLY DAY（金曜） - 杉崎美香が山口大学在学中に出演していた番組
- ニコニコフライデー（2011年12月2日 - 2014年3月28日、金曜午後）
- HARAPAN!（2014年4月 - 2016年9月、金曜 11:30 - 12:55）
- フライデー・スーパー・フリーク → デリシャス・フライデー（Morning Kiss、Heart Beat Basket、COUNT DOWN ATTACK!!） → MEN'S FOUR ビリビリFriday&COUNT DOWN ATTACK!! → ビリフラMAX → まるてんフライデー → FRIDAY Bang! Bang! Highway → はっぴーはっぴーフライデー→Happy Happy FRIDAY
- ET-KINGコシバKENのwonder for school life（金曜 19:00 - 19:55）[注 10]

土曜日
- BB金光のプレジャーQ（クオーター）
- プロムナード山口（1997年頃 - 2006年9月）
- 日産プリンス LOVE DRIVE → トヨタカローラ山口 presents 美帆のDRIVING「PASSO」!!
- COCO PARTY → SUZUKI Drive ON → DAYTIME GROOVE → Saturday, Driving Kitchen
- FMY POP STARS
- Bフレッツ JOY OF MUSIC → フレッツ プレミアム サウンド
- これ知っちょる? エネルギー（土曜 17:55 - 18:00）
- ネコニチーク（土曜 12:00 - 12:55）
- MIKKOとヤスベェの Hey!Girl Hey!Boy（2012年4月1日 - 2017年3月25日・2018年4月7日 - 12月29日、土曜 18:00 - 18:30）
- Ride On Music!（2013年4月6日 - 2022年5月28日、土曜 18:30 - 18:55）
- ザ・週刊フォーク王〜まだまだ、人生、語らんよ〜（土曜 18:00 - 18:30、2007年-終了時期不明・2016年11月4日再開-2022年10月15日、パーソナリティの宮本ハジメの急病により終了）

日曜日
- EARTH CONSCIOUS STREAM（1993年4月4日 - 2001年3月25日）
- HOT WAVE87（日曜夕方）
- 情報ネットワーク〜いきいき山口ふれあいサンデー（日曜夕方）
- 2-WAY YAMAGUCHI SUNDAY 6（日曜夕方）
- 大好き!ひとのくに山口（1998年4月5日 - 2003年3月30日）
- 集まれ!音楽の仲間たち〜スウィンギング・ア・ミュージック（日曜夕方）
- Sunday Sports 630（1993年頃 - 2001年）

その他
- 金曜日だよ REDCARD!（金曜午後） → 水曜日だよ REDCARD!（水曜午後）
- FMY MUSIC BUSTERS → Music Soldiers → Music Solders NEO
- きおつけ!ヤスベェ（1989年4月2日 - 1999年3月27日）
- ウキウキ放送局シリーズ（1986年10月7日 - 2019年12月29日、ウキウキ放送局、ウキウキ放送局2、ウキウキ放送局V、ウキウキ放送局!零-ゼロ-）
- みんなのサザンの歌〜お気に召すまま勝手にサザンリクエスト〜
- 西司のSO DYNAMITE
- フジファブリックのGUCHIGUCHI言わせて!
- 局アナバトルROUND3（JFN中四国ブロック8局共同制作）
- さんまるっ! -FMY HAPPY 30 YEARS-（2015年4月6日 - 2015年11月26日、エフエム山口開局30周年記念特別番組）
- やまぐちエフエムUNITED（金曜 12:00 - 12:45） - 県内コミュニティFM7局との合同特別番組。2020年11月6日 - 27日と12月1日に放送。
- さわやかTHIS WAY（1992年4月 - 2012年3月25日、日曜 7:00 - 7:30、たちばな出版提供の17局ネット。）

### ニュース・天気予報・交通情報
2015年4月1日以降、定時の自社制作のニュース番組は放送しておらず、すべて『JFNニュース』を放送している。それ以前に制作された自社制作のニュース番組は「日経ジャーナル」（平日朝・日本経済新聞協力経済ニュース、2012年3月に終了）と「山口新聞ニュース」（平日夕方・ローカルニュース）を除き、下記の全国紙・ブロック紙から配信されたニュースをアナウンサーが読み上げる形式で放送された。なお、土・日放送分は2009年3月で終了している。
- 読売新聞ニュース（月曜・水曜）
- 朝日新聞ニュース（火曜・木曜・日曜）
- 中国新聞ニュース（金曜・土曜）

ただし、月〜木の夕方に放送されたワイド番組の中で17:20頃に編成されたニュースフラッシュに関しては全曜日読売新聞配信。金曜日のワイド番組においてはショートニュース同様中国新聞配信。2010年4月の改編から「ニュース・ハイライト」となり、ショートニュース通りの配信を受けていたが、こちらも2015年3月31日をもって廃止されている。
天気予報は平日のみとなり1日2回放送（「FMY DayColors」内・7:32頃、「COZINESS」内・17:25頃）。かつては土日も放送されていたが、すべて廃枠となっている。
道路交通情報（日本道路交通情報センター山口センターからの放送）は平日1日5回・土曜1日1回（他に全国情報が土日に1回ずつあり）。独立した番組扱いとなっている。なお、日曜は従来から放送が無い。

### 特別番組
- FM山口開局特番（毎年11月23日 - 12月1日のうちに長時間編成、2010年は特番としては放送せず）
- FMY SportsSpecial レノファ山口FC戦実況中継（年1試合程度）[30]
- WILD BUNCH FEST.
開始以来『Ride On Music!』の特別番組の形で放送。2017年は「WILD BUNCH FEST. Wai Y RADIO」として、山口きらら博記念公園内多目的ドーム（きららドーム）内に設置された「公開ラジオブース」から放送[31]。また"BATTLE HEAT in STARPIAA"の後継として行われたアマチュアバンドイベント[注 19]もこの中で行われており、「Ride On Music!」とのコラボレーションで行われる。2018年は「0スタジオ」からの公開生放送を行った[33]。
2022年5月末をもって『Ride On Music!』が終了したが、その役割は『Ride On Music!』のパーソナリティであった兵頭省吾が兼頭のぞみと組んで7月からスタートした『FMY Homeroom Radio』が引き継いでいる。初日17日は『FMY WILD BUNCH FEST.  Special』として12:30-12:55に公開生放送を実施。さらに19:00 - 19:55の『FMY Homeroom Radio』を現地から公開生放送する。また、18日・19日は同じ時間帯に『FMY WILD BUNCH FEST.  Special』を編成し、3夜連続の特別番組を行うほか、公開録音イベントも行う予定[34]。

### ヘヴィー・ローテーション
エフエム山口ではヘヴィー・ローテーション（パワープレイ）のことを「FMY PUSH ONE」（プッシュ・ワン、「一押し」の直訳。FMY検定によるとサブタイトルは「炎の皿回し」ということである）と呼び、月一回洋楽と邦楽一曲ずつ選んで5分枠または自社制作番組の中で放送している。
また、年1回8月にFMQリーグの共同企画としてヘヴィー・ローテーション企画「FM Q LEAGUE POWER PLAY」を放送している。

## アナウンサー・パーソナリティ
開局以来、自社アナウンサーは比較的少数で放送されている。最大6人体制であったが、中途退職と後任の不補充により減少しており、局専属のアナウンサー・パーソナリティーは1名のみとなっている。

### 在籍中
- 新井道子（1987年 - ）：2022年4月より2023年1月まで病気療養のため休職

### 退職者
特記なき者はフリーパーソナリティーとして活動中。
- 荒瀬英俊（1985年 - 2002年）
- 清水美代子（1985年 - ）
- 江口三枝子（1985年 - ）：JFNニュースに出演。
- 井村由美子（1993年 - 2010年）
- 木谷美帆（1994年 - 2001年）
- 立石三恵子（2001年 - ）
- 鈴木晶久（2002年 - 2010年3月）：現・TOKYO FM報道情報センター所属アナウンサー
- 俊山真美（2004年 - 2009年）
- 築地雄太郎（2011年4月 - 2014年3月）
- 中馬祥子（2014年 - 2017年）
- 宮崎桂（2016年 - 2017年[注 20]、2024年4月 - 2025年3月[注 21]）
  - 2018年頃 - 2024年12月まではほっちゃテレビのアナウンサー[36]。そのため、一時期（2024年4月 - 12月）は2局への出演を兼務していたことになる。
- 金光一昭（1993年 - 2022年7月31日）
- 小林愛子（2012年 - 2013年[注 21]、2017年4月 - 2022年9月29日[注 20]）
- 水谷寛（1986年 - 2023年）：在職のまま逝去

### パーソナリティ
2025年4月に公式サイトに名前が掲載されているフリーパーソナリティ等（掲載順に列挙）
- 安部あずみ - コスモ アースコンシャス アクト 未来へのメッセージ in 山口
- 磯部俊哉 - Someday
- 池田桂子 - SPARKIN' MORNING（月曜・火曜）
- 大谷泰彦 - あ・うん な関係、mouVement
- 兼頭のぞみ - Someday、FMY Homeroom Radio
- 金光一昭[注 22] - スポ天!やまぐち
- 北村まあさ - 北村まあさと九内庸志のNEXT LIFE
- 篠原海 - madapana
- すみれーぬ - ALL AROUD YAMAGUCHI
- 高原潮 - SPARKIN' MORNING（水曜・木曜）
- トクダトモヨ - スポ天!やまぐち
- 兵頭尚吾 - FMY Homeroom Radio
  - 本業は周南市のライブハウス「LIVE rise SHUNAN」オーナー。
- まーちゃん - ALL AROUD YAMAGUCHI
- メガネ山口 - メガネ山口のジョブラジ
- 山田香織 - SPARKIN' MORNING（金曜）
- 大和良子 - COZINESS
- 弓指雄暉 - FMY Homeroom Radio
- 渡邉栞 - FMY Homeroom Radio